# Shohei Yabiku
Shohei Yabiku (Okinawa, 4 de junio de 1995) es un deportista japonés que compite en lucha grecorromana. Participó en los Juegos Olímpicos de Tokio 2020, obteniendo una medalla de bronce en la categoría de 77 kg.

## Palmarés internacional
| Juegos Olímpicos | Juegos Olímpicos | Juegos Olímpicos  | Juegos Olímpicos |
| Año              | Lugar            | Medalla           | Categoría        |
| ---------------- | ---------------- | ----------------- | ---------------- |
| 2020             | Tokio (Japón)    | Medalla de bronce | 77 kg            |